# Јапанска лака крстарица Исузу
Крстарица Исузу (јап:五十鈴 軽巡洋艦) је била једна од 6 јапанских лаких крстарица класе Нагара, и служила је током Другог светског рата. Име је добила по реци Исузу, која протиче у близини светилишта Исе Шрине у региону Чибу, Јапан.

## Позадина
Исузу је била други од шест бродова лаких крстарица класе Нагара, и као и остали бродови ове класе, била је предвиђена да служи као заставни брод флотила разарача или подморница.

## Служба

### Рани период
Крстарица Исузу је грађена у бродоградилишту Урага, и комплетирана је 15. августа 1923. године. Убрзо по завршетку градње, она је прикључена патролној служби код реке Јанцекјанг. Будуђи да се ратна ситуација против Кине непрекидно погоршавала, Исузу је послата да патролира дуж обале централне Кине, а уједно и да покрива искрцавања јапанских трупа у области јужне обале Кине.

### Рана фаза пацифичког рата
У време напада на Перл Харбор, Исузу учествује у инвазији на Хонгконг, као део 15. ескортног ескадрона вицеадмирала Кијоши Харе, из Друге Кинеске експедиционе флоре. Исузу остаје да базира у луци Хонгконг након јапанске окупације од краја децембра 1941. до априла 1942. године, враћајући се на кратко у домаћу луку Мако, ради ескортовања појачања за 25. јапанску армију ка Сингору – Тајланд, и заливу Камран – Француска Индокина.
Дана, 10. априла 1942. године, 15. ескортни ескадрон је деактивиран и Исузу је пребачена у 16. дивизију крстарица контраадмирала Кензабуро Харе, у склопу Друге Јужне експедиционе флоте, вицеадмирала Ибо Такахашија. Она је придружена лаким крстарицама Натори и Кину, и додељена је патролирању у области Холандске Источне Индије, патролирајући код Макасар, Целебеса, Баликпапана, Борнеа, Сурабаје, и Јаве, као заставни брод 16. дивизије крстарица, од 1. маја 1942. године.
Исузу се враћа 28. јуна 1942. године у базу Јокосука, ради ремонта и поправке, које су завршене на време да крстарица Исузу узме учешће у операцији у Бандском мору, 26. јула 1942. године, где Исузу обезбеђује искрцавања јапанских трупа на Танимбарским острвима.
Августа 1942. године, Исузу прелази на Индијско океански театар, патролирајући између Сингапура, Мергуиа – Бурма, Сабанг Харбора – Суматра и Пенанг – Малаја, међутим 24. августа, она се враћа назад ка Макасару.

### Соломонова острва
Дана, 16. септембра 1942. године, крстарице Исузу и Кину су биле додељене ескортној групи која је пратила транспорт првог таласа 2. јапанске пешадијске дивизије, генерал-лајтнанта Масао Марујаме, из Батавие ка Соломоновим острвима (Рабаул на Новој Британији, Шортленд и Бугенвил). Из базе на острву Шортленд, Исузу одлази ка бази Трук – Каролинска острва, где замењује оштећену крстарицу Џинцу, на месту заставног брода 2. флотиле разарача, контраадмирала Раизо Танаке (14., 24. и 21. дивизија разарача – 9 разарача.)
Од 11. октобра 1942. године, она је на челу 31. дивизије разарача, и учествује у нападу на Гвадалканал заједно са бојним крсташима Харуна и Конго, носачима авиона Џунјо и Хијо, и тешким крстарицама Маја и Мјоко. Крстарица Исузу заједно са 15. и 31. дивизијом разарача бомбардује артиљеријске полажаје маринаца на острву Тулаги, док су јапански бојни крсташи Конго и Харуна, бомбардовали Гвадалканалски аеродром „Хендерсеново поље“.
У периоду 24. – 25. октобар 1942. године, крстарица Исузу учествује у бици код Санта Круз острва, и пролази без оштећења. Од 3. до 5. новембра, она ескортује транспорт са појачањем за 38. јапанску пешадијску дивизију, ка Шортленду. Након тога, Исузу учествује 13. новембра у другој поморској бици за Гвадалканал, у којој она једва избегава два поготка бомби. Међутим, како су бомбе пале веома близу, експлозије пробијају бок крстарице Исузу у пределу 3. котловског одељења, које је убрзо поплављено, услед чега брзина брода пада на 15 kn (28 km/h). Уз помоћ разарача Асашио, она се враћа ка бази Шортленд, ради хитне поправке. Након завршетка најнеопходнијег ремонта, она одлази ка великој бази Трук, одакле након краћег задржавања одлази ка бази Јокосука, где стиже 14. децембра 1942. године.
У Мицубишијевом бродоградилишту у Јокохами, Исузу је ремонтована и модификована. Том приликом, на њој је постављен радар за ваздушно осматрање Тип-21. Кула главне артиљерије бр.7, је замењена са једним двоцевним против-авионским тешким топом од 127 mm, док је кула главне артиљерије бр. 5, одстрањена. Такође, додата су два троцевна против-авионска топа од 25 mm, чиме је број њихових цеви повећан на 10, и један четвороцевни против-авионски митраљез од 13 mm, у предњем делу командног моста.
Дана, 1. априла 1943. године, након завршеног ремонта и модификације, Крстарица Исузу је уврштена у 14. дивизију крстарица контраадмирала Кензо Итоа, заједно са крстарицом Нака. Крстарица Исузу напушта Јокосуку тек 21. маја 1943. године, и одлази ка бази Трук заједно са снабдевањима и појачањем за јапанске снаге на атолу Трук. Затим, учествује у пребацивању трупа за окупацију острва Науру, 25. јуна 1943. године. Исузу остаје да базира на атолу Трук све до 15. октобра, када заједно са крстарицом Нака одлази у Токушиму, ради преузимања трупа, које је требало пребацити у Шангај. Исузу је 23. октобра нападнута у Источном Кинеском мору од америчке подморние Шад, која лансира десет торпеда, али ни једно не успева да погоди крстарицу Исузу или крстарицу Нака.
Исузу се враћа у базу Трук 28. октобра 1943. године, и укључена је у ескорт трупног конвоја ка Кавиенгу, Нова Ирска. Конвој је нападнут на око 60 наутичких миља северно од Кавиенга од америчких бомбардера Б-24 Либератор, из 13. бомбардерског пука, али Исузу пролази без оштећења. Међутим, Исузу удара у мину, коју је положила америчка подморница Силверсајд. Експлозија мине оштећује предњи део трупа и онеспособљава два топа главне артиљерије за дејство. Стога, Исузу се враћа у базу Рабаул, ради ремонта, где је 5. новембра 1943. године, нападају амерички палубни авиони, у једном ваздушном препаду на главну базу Рабаул. Авиони из оперативне ескадре ТФ-38, са носача авиона Саратога и Принстон, причињавају веома мало штете крстарици Исузу у овом нападу, и она одлази на ремонт у базу Трук.

### Операције на јужном Пацифику
Дана, 20. новембра 1943. године, Сједињене Америчке Државе започињу операцију „Galvanic", ради ослобођења Гилбертових острва. Крстарица Исузу пребацује трупе из Панапеа ка Кваџалејну и атолу Мили. Док се налазила код Рои-Намура (део атола Кваџалејн), Исузу је нападнута из ваздуха од америчких палубних авиона SBD донтлис и Граман ТБМ из ТГ-50.1 са носач авиона Јорктаун и Лексингтон. Иако су штете настале у овом нападу, биле ремонтоване на атолима Кваџалеј и Трук, она је ипак опозвана назад ка Јапану, ради генералмог ремонта.
По повратку у Јапан, започиње преправка крстарице Исузу у против-авионску крстарицу. Сви њени преостали топови од 140 mm су уклоњени, а постављена су још два двоцевна против-авионска топа од 127 mm. Број против-авионских топова од 25 mm, је повећан на 38 цеви. Катапулт и остала опрема за хидроавионе, су такође уклоњени. Радари Тип-13 и Тип-21 за ваздушно осматрање и Тип-22 за површинско осматрање, су монтирани или модификовани. Сонар и шине за дубинске бомбе су уграђени. Дана, 20. августа 1944. године, Исузу постаје заставни брод 31. дивизије крстарица (против-подморничка), под командом контраадмирала Хеитаро Едоа, а Исузу је званично проглашена за поново спреман ратни брод 14. септембра 1944. године.

### Битка у заливу Лејте
Крстарица Исузу учесвије у бици у заливу Лејте као део, вецеадмирала Озавиних севрних („Мамац“) снага. У бици код рта Енгано, током 25. и 26. октобра 1944. године, Озавине снаге су нападнуте од америчких палубних авиона из ТГ-38.4, са носача авиона Били Вуд и Сан Хаћинто. Носач авиона Читосе је тешко оштећен и Исузу безуспешно покушава да га ухвати у вучу. Након што је Читоше потонуо, Исузу спашава 480 његових бродоломника. Касније истог дана, крстарица Исузу покушава да заштити носач авиона Чијода, који је тешко оштећен у другом ваздушном удару америчких авиона са носач авиона Лексингтон и Френклин. Међутим, Чијода је потонула након трећег ваздушног напада, са комплетном посадом. Док је трагала за преживелим члановима са носач авиона Чијода, крстарица Исузу долази под ватру са америчких крстарица, и том приликом гину 13 чланова њене посаде.
Исузу одлази ка Окинави 27. октобра 1944. године, а одатле ка бази Куре, где је укључена у трупне транспорте пловидбе ка Манили и Брунеју. Дана, 19. новембра 1944. године, на око 55 наутичких миља западно Корегидора, Исузу је нападнута од америчке подморнице Хек, и погођена је једним од шест испаљених торпеда, које проузрокује веће штете на крми, и уништава њено кормило. Након најхитније поправке на мору, Исузу одлази ка Сингапуру.

### Операције у области Холандске Источне Индије
Након привременог ремонта, Исузу је 10. децембра 1944. године пребачена у базу Сурабаја, Индонезија, ради комплетне поправке.
Када је ремонт завршен, 4. априла 1945. године, Исузу је послата да транпортује један армијски одред из Купанга, Западни Тимор, до острва Сумбава. На путу она је уочена од америчког подморничког вучјег чопора – Шар, Бесаго, Гебилен, којем се придружила британска подморница Спарк. Дана, 6. априла 1945. године, крстарица Исузу је нападнута северно од острва Субава од 10 бомбардера Б-25 Мичел из 18. холандске источно-индијске ескадриле, која је базирала на аеродрому северно од Дарвина у Аустралији. Иако су бомбардери избацили око 60 бомбе, крстарици Исузу је само лакше оштећен десни бок од експлозија бомби које су пале у њеној близини. Још истог дана, она искрцава трупе у заливу Бима, на североисточној обали острва Субава. Касније, приликом повратка, и близини оства Флорес, Исузу је погођена у предњу секцију бомбама које су бацили бомбардери Б-24 Либератор из британске 21. и 24. ескадриле, које су базирале на северној територији Аустралије. Два бомбардера су оборена од јапанских ловаца.
Између Субаве и Комодорских острва, америчка подморница Бесаго, испаљује 9 торпеда ка крстарици Исузу и осталим бродовима њене групе. Исузу је ибегла сва торпеда, али је један јапански миноловац потопљен. Следећег дана, 7. априла 1945. године, на око 60 наутичких миља северозападно од залива Бима, крстарица Исузу је погођена једним од пет испаљених торпеда са подморнице Гебилен. Торпедо је погодило крстарицу у леви бок, испод командног моста и проузрокује продор велике количине воде у прамчани део, услед чега брзина брода пада на 10 kn (19 km/h). У тренутку кад је посада успела да заврши најнеопходнији ремонт, Изузу је погођена у леви бок са два од четири испаљених торпеда са подморнице Шар, у пределу машинског одељења. Убрзо подморница Шар испаљује још два торпеда, од којих једно погађа крстарицу Исузу, услед чега она тоне. Њен капетан и 450 чланова посаде бивају спашени, али осталих 190 чланова посаде је погинуло.
Крстарица Исузу је официјелно избрисана из списка јапанске флоте 20. јуна 1945. године.

## Листа Капетана
- Капетан Такенор Ишивата – 15. август 1923 — 20. новембар 1923.
- Капетан Теикичи Хори – 20. новембар 1923 — 3. март 1924.
- Капетан Хисао Ичимура – 3. март 1924 — 1. децембар 1924.
- Капетан Шигеру Мацујама – 1. децембар 1924. –20. новембар 1925.
- Капетан Шигехико Тамура – 20. новембар 1925. –25. април 1926.
- Капетан Садаичи Мацунага – 25. април 1926 — 1. децембар 1926.
- Капетан Такеми Цудоме – 1. децембар 1926 — 20. август 1928.
- Капетан Исороку Јамамото – 20. август 1928 — 10. децембар 1928.
- Капетан Рокуро Хани – 10. децембар 1928 — 26. септембар 1929.
- Капетан Кеничи Икенака – 26. септембар 1929 — 27. новембар 1929.
- Капетан Широ Такасу – 27. новембар 1929 — 1. децембар 1930.
- Капетан Терумичи Гото – 1. децембар 1930 — 14. септембар 1931.
- Капетан Рокуро Хорие – 14. септембар 1931 — 14. новембар 1931.
- Капетан Аритака Аихара – 14. новембар 1931 — 16. фебруар 1932.
- Капетан Кацуђи Масаки – 16. фебруар 1932 — 20. јун 1932.
- Капетан Сеизо Јамада – 20. јун 1932 — 15. новембар 1932.
- Капетан Минору Јамагучи – 15. новембар 1932 — 15. новембар 1933.
- Капетан Мицуру Јамада – 15. новембар 1933 — 15. новембар 1934.
- Капетан Какусабуро Макита – 15. новембар 1934 — 15. новембар 1935.
- Капетан Кеизо Чиба – 15. новембар 1935 — 7. јануар 1936.
- Капетан Кензабуро Хара – 7. јануар 1936 — 25. април 1936.
- Капетан Садаичи Мацунага – 25. април 1936 — 1. децембар 1936.
- Капетан Тамон Јамагучи – 1. децембар 1936 — 1. децембар 1937.
- Капетан Мотођи Накамура – 1. децембар 1937 — 20. новембар 1938.
- Капетан Аиђи Хашимото – 20. новембар 1938 — 15. новембар 1939.
- Капетан Нобумичи Цуруока – 15. новембар 1939 — 1. септембар 1941.
- Капетан Коичи Ура – 1. септембар 1941 — 30. јануар 1943.
- Капетан Кијохико Шинода – 30. јануар 1943 — 20. јун 1944.
- Капетан Генго Мацуда – 20. јун 1944 — 7. април 1945.